# Station Eidsvoll
Station Eidsvoll  is een station in  Eidsvoll in fylke Viken  in  Noorwegen. Het eerste station uit 1854 was het eindpunt van Hovedbanen. In 1998 werd het huidige station gebouwd dat de schakel is tussen Hovedbanen, Gardermobanen en Dovrebanen.